# St. Martin (Ums)

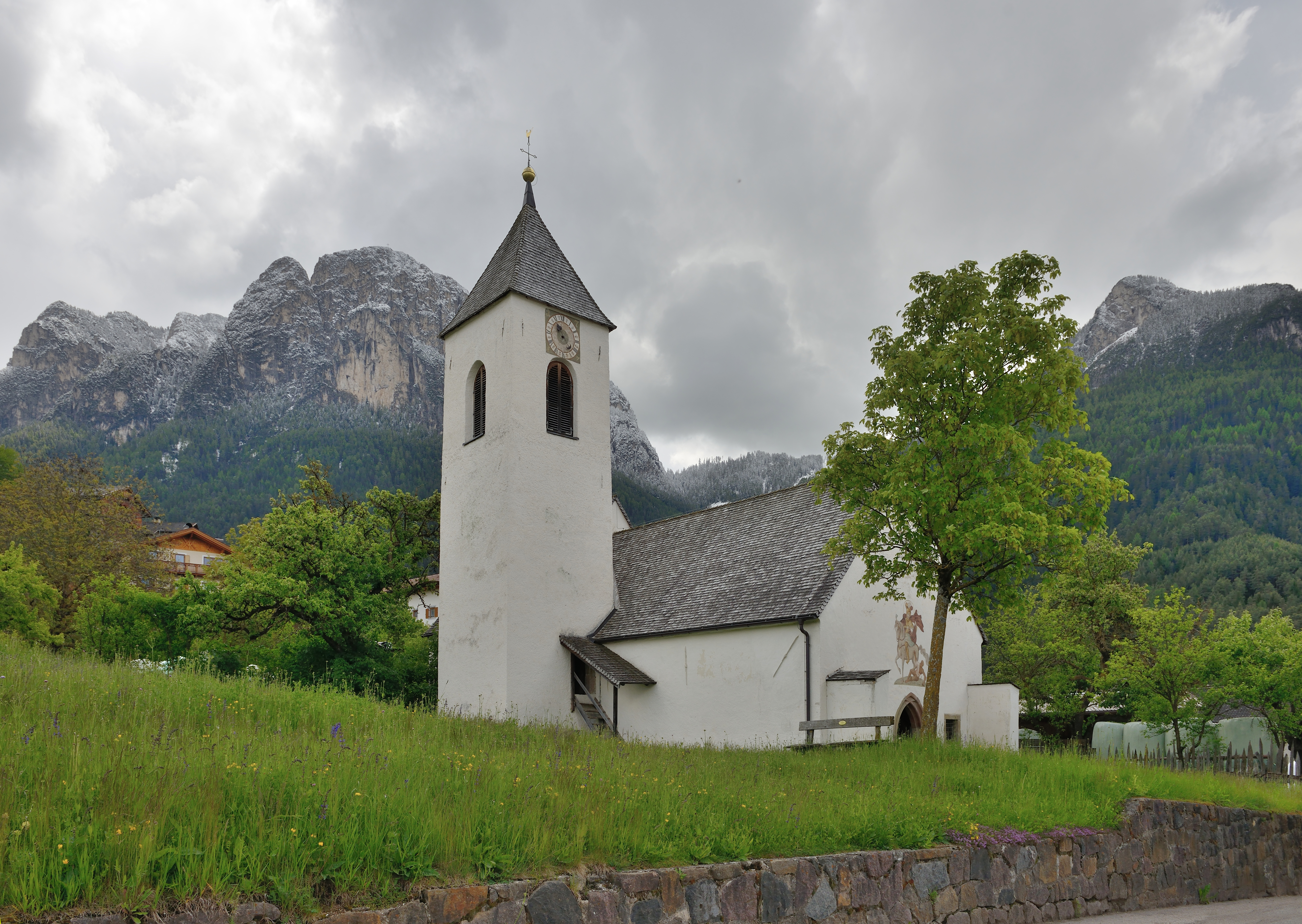
St. Martin in Ums

St. Martin in Ums ist eine Filialkirche der Völser Pfarrkirche Maria Himmelfahrt in Ums. Bereits 1326 wird die Kirche erstmals erwähnt, jedoch ist der erste Bau nicht mehr erhalten: Er wurde 1585 von einem Erdrutsch zerstört. Nur der Eingang, ein Spitzbogenportal, wurde von der alten in die neue Kirche übertragen. Der heutige Bau ist sehr schlicht und besteht aus einem tonnengewölbten Langhaus und einem Chor mit Kreuzgratgewölbe, der 1683 hinzugefügt wurde. Das auffällige Wandbild von St. Martin über dem Hauptportal stammt aus dem 18. Jahrhundert.
Der ehemalige Altar, heute in der Pfarrkirche, wurde 1617, zum Abschluss der Bauarbeiten angeschafft. Er steht kunstgeschichtlich zwischen Spätgotik und Renaissance: Die Dreiteilung Predella, Mittelbild, Aufsatz führt das Schema spätgotischer Flügelaltäre weiter, die rundbogigen Bilder und das gerade Gebälk entsprechen eher den Formen der Renaissance. Im Mittelbild ist der Kirchenpatron zwischen dem hl. Ulrich und hl. Antonius dargestellt, die seitlichen Bilder zeigen Johannes und Petrus.
Mit dem Chorbau 1683 leistete man sich einen neuen Altar im Barockstil, der heute noch in der Kirche steht. Im Altarblatt, das aus späterer Zeit stammt, steht der hl. Martin zwischen zwei Heiligenfiguren, darunter Judas Thaddäus. Flankiert wird es von Skulpturen des hl. Ulrich und hl. Antonius. Das Aufsatzbild Mariahilf ist eine Kopie des berühmten Gnadenbilds im Dom von St. Jakob in Innsbruck.